# Tombe des Canards

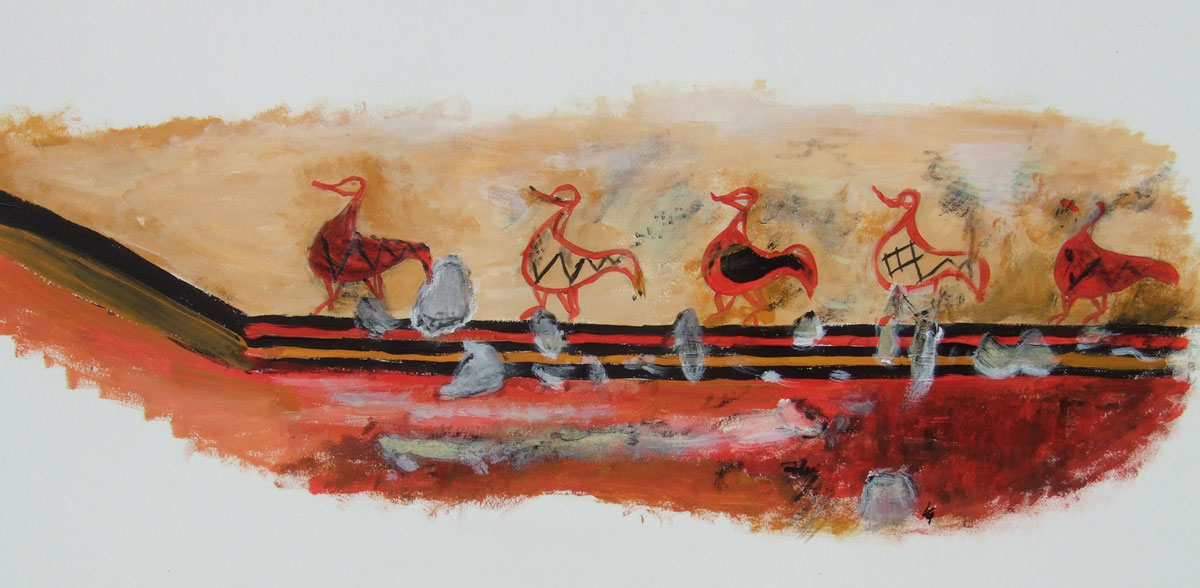
Vue d'artiste de la fresque.

La tombe des Canards (en italien : Tomba delle anatre) est une tombe étrusque de la période orientalisante située dans la localité de Riserva del Bagno près de l'antique ville de Véies dans la province de Rome (Latium).

## Description
La tombe des Canards située dans la localité de Riserva del Bagno appartient à un prince étrusque du nom de Larth et a été découverte en 1958. Elle doit son nom au sujet animalier représenté dans le tombeau : cinq canards en file indienne La tombe est du type a camera peinte à fresque, une pièce unique avec plafond à quatre couches (falda) qui est aussi décoré.

## Les fresques
La tombe des Canards est peinte succinctement avec des motifs à caractère géométrique et constitue un des plus anciens exemples en Étrurie de cette catégorie de tombes, le procédé ayant fait son apparition à Véies vers les années 680 et 690 av. J.-C. Les décors uniques présents sur les parois au-dessus d'une plinthe colorée représentent, stylisés, cinq canards en file indienne  des fresques murales très caractéristiques de la pictura linearis.